# Паралия Неас Триглияс
Паралия Неас Триглияс (на гръцки: Παραλία Νέας Τριγλίας, в превод Плаж на Неа Триглия) е курортно селище в Егейска Македония, Гърция, в дем Неа Пропонтида, административна област Централна Македония. Според преброяването от 2001 година Паралия Неас Триглияс има 41 жители. Селището е разположено на Халкидическия полуостров, на няколко километра източно от Созополи.